# Craig Fagan
Craig Anthony Fagan (Birmingham, Inglaterra, 11 de diciembre de 1982), futbolista inglés, de origen jamaiquino. Juega en la posición de delantero y su actualmente sin club.

## Clubes
| Club              | País       | Año       |
| ----------------- | ---------- | --------- |
| Birmingham City   | Inglaterra | 2002-2003 |
| Bristol City      | Inglaterra | 2003      |
| Colchester United | Inglaterra | 2003-2004 |
| Birmingham City   | Inglaterra | 2004      |
| Colchester United | Inglaterra | 2004-2005 |
| Hull City         | Inglaterra | 2005-2007 |
| Derby County      | Inglaterra | 2007-2008 |
| Hull City         | Inglaterra | 2008-2011 |